# Вик Финкельштейн
Виктор (Вик) Берел Финкельштейн (25 января 1938, Йоханнесбург, Трансвааль — 30 ноября 2011) — активист за права инвалидов и писатель. Родился в Йоханнесбурге, Южная Африка, жил в Великобритании. Он известен как пионер социальной модели инвалидности и ключевая фигура в развитии понимания угнетения людей с ограниченными возможностями.

## Биография

### Ранний период жизни
Вик Финкельштейн вырос в Дурбане, Южная Африка. Он учился в Университете Натала, Дурбана и Питермарицбурга, а затем получил степень магистра психологии в Витватерстрандском университете в Йоханнесбурге. В это время он стал участвовать в активистской деятельности против апартеида. В 1960-е годы Финкельштейн попал в тюрьму за эту свою деятельность. После каторжных работ он был приговорен к пятилетнему насильственному выселению (1967—1972) в соответствии с Законом о запрещении коммунистической деятельности. Финкельштейн приехал в Великобританию в 1968 году в качестве беженца и присоединился к зарождающемуся британскому движению инвалидов.
Финкельштейн приводит свой собственный опыт наблюдения за апартеидом и обращение с ним со стороны южноафриканской полиции как с инвалидом как опыт, который положил начало новому мышлению об обществе и притеснении им людей с ограниченными возможностями. В Великобритании в 1972 году Финкельштейн вместе с Полом Хантом стал соучредителем Союза людей с физическими недостатками против сегрегации (UPIAS). UPIAS была первой организацией, отвергшей «компенсаторную», трагическую и медицинскую модели инвалидности. В качестве альтернативы UPIAS обратила внимание на социальные и структурные барьеры, которые угнетают людей с ограниченными возможностями, делая их «инвалидами». Это привело к развитию социальной модели инвалидности.

### Академическая карьера
Финкельштейн был преподавателем по изучению инвалидности в Открытом университете, а затем приглашённым старшим научным сотрудником в Центре исследований инвалидности Лидсского университета. Идеи Вика повлияли на целое поколение активистов-инвалидов и дали начало развитию Движения людей с ограниченными возможностями посредством формирования Центров независимой жизни, Коалиций людей с ограниченными возможностями и художественных групп инвалидов. Его работа также вдохновила создание программ обучения по вопросам равенства инвалидов, прямых выплат и кампании за законодательство о гражданских правах.